# Liste d'élections en 1844
Chronologie des élections
- 1840
- 1841
- 1842
- 1843
- 1844
- 1845
- 1846
- 1847
- 1848

Cet article recense les élections organisées durant l'année 1844.

Dans les années 1830, le Royaume-Uni, les États-Unis, la république du Texas, la France, la Norvège, la Belgique, l'Espagne et le Portugal procédaient à des consultations (contraignantes) nationales régulières, toutes au suffrage censitaire masculin.
Les années 1840 ont vu s'y adjoindre le Liberia (en 1840), la Valachie (1843), la Grèce (1844), la Hongrie (1847) et la Suisse (1848.)

## Élections nationales en 1844
| Date                               | État               | Élection ou référendum                    | Contexte | Résultat |
| ---------------------------------- | ------------------ | ----------------------------------------- | --- | --- |
| 5 février                          | Salvador           | Présidentielle (en)                       | | Cette section est vide, insuffisamment détaillée ou incomplète. Votre aide est la bienvenue ! Comment faire ? |
| mai - 16 octobre                   | Norvège            | Législatives (en)                         | | Cette section est vide, insuffisamment détaillée ou incomplète. Votre aide est la bienvenue ! Comment faire ? |
| 2 - 4 juin                         | Costa Rica         | Chef d'État (en)                          | | Cette section est vide, insuffisamment détaillée ou incomplète. Votre aide est la bienvenue ! Comment faire ? |
| juin - août                        | Grèce              | Législatives                              | le royaume de Grèce adopte le 16 mars une Constitution créant un Parlement bicaméral et une monarchie constitutionnelle.Les élections législatives se préparent dans un climat de guerre civile, qui n’est évitée que par la révocation du cabinet Mavrokordátos.Les partis étaient alors plutôt identifiés par le nom de leur chef de file.Il y avait 127 sièges à pourvoir. | Le « parti de Metaxas » ou parti russe arriva en tête avec 55 sièges (43,3 % du parlement) ; le « parti de Mavrokordatos » ou parti anglais finit deuxième avec 28 sièges ; le « parti de Kolletis » ou parti français eut 20 sièges.Une coalition fut mise sur pied entre le parti russe et le parti français et le gouvernement fut dirigé par Ioannis Kolettis. |
| 2 septembre                        | Texas (république) | Présidentielle (en)                       | Générales | Cette section est vide, insuffisamment détaillée ou incomplète. Votre aide est la bienvenue ! Comment faire ? |
| 3 septembre                        | Espagne            |                                           | | Cette section est vide, insuffisamment détaillée ou incomplète. Votre aide est la bienvenue ! Comment faire ? |
| 1er novembre - 4 décembre          | États-Unis         | Présidentielle                            | Le président John Tyler, qui succède à William Henry Harrison après sa mort en 1841, renonce à postuler un plein mandat au cours de la campagne électorale[réf. nécessaire]. | James Knox Polk, partisan de l'expansion territoriale, est élu Président par 170 voix de grands électeurs contre 105 à son adversaire républicain, Henry Clay. |
| 1er juillet 1844 - 4 novembre 1845 | États-Unis         | Législatives (chambre (en) et sénat (en)) | | Voir l'article Liste d'élections en 1845. |

## Élections en subdivisions nationales en 1844
Cette section concerne les élections législatives dans un État fédéré, une subdivision territoriale ou une colonie d'un État souverain, ainsi que leurs principaux référendums.
| Date                   | Subdivision           | État                     | Élection ou référendum | Contexte                            | Résultat |
| ---------------------- | --------------------- | ------------------------ | ---------------------- | ----------------------------------- | --- |
| 1er mars               | Saxe-Cobourg et Gotha | Confédération germanique | Législatives (de)      | Élections de la quatrième mandature | Cette section est vide, insuffisamment détaillée ou incomplète. Votre aide est la bienvenue ! Comment faire ?       |
| novembre - 10 décembre | Lippe                 | Confédération germanique | Législatives (de)      |                                     | Cette section est vide, insuffisamment détaillée ou incomplète. Votre aide est la bienvenue ! Comment faire ? [ 6 ] |